# Awesome as Fuck
Awesome as Fuck es el segundo álbum en vivo de la banda Green Day, grabado en la gira 21st Century Breakdown World Tour. Este se lanzó el 22 de marzo de 2011 a través de Reprise Records. El álbum en vivo fue anunciado por primera vez en agosto de 2010 por el vocalista Billie Joe Armstrong, mediante Twitter. El DVD es de dos conciertos que realizaron en el Saitama Super Arena, en Japón, mientras que el CD incluye canciones de todo el 21st Century Breakdown World Tour.

## Recepción
El álbum tuvo una recepción mayormente positiva por parte los críticos de música, basado en doce revisiones, este obtuvo una puntuación de 64 sobre 100 en Metacritic. Stephen Thomas Erlewine de Allmusic comentó que «Awesome as Fuck satisface sin sorprender. La lista que es una buena mezcla que se apoya fuertemente en los nuevos estándares de Green Day y hace que lleguen a sus marcas con entusiasmo, lo cual es suficiente para hacer Awesome as Fuck divertido». David Fricke de Rolling Stone comentó: Este set es una cuenta de contagio de la racha de poder diversión que aún se ejecuta a través de la banda, incluso después de las dos óperas punk, Billie Joe Armstrong disfruta plenamente de su punto de vista: gritando, maldiciendo y dejar que el público tome versos enteros de «American Idiot» y «Good Riddance». Y el baterista Tré Cool es la forma en la mezcla, la canalización de «Topper Headon» de The Clash y Keith Moon de The Who.
Chris Conaton de PopMatters dijo que el álbum «tiene un poco de olor a un recurso provisional de la compañía de registros al respecto», teniendo en cuenta la diferencia de cinco años entre los últimos discos de estudio de la banda dos, American Idiot (2004) y 21st Century Breakdown (2009), que fue llenado por el álbum en vivo y DVD Bullet in a Bible (2005). 
Señaló que la banda estaba «al menos tratando de hacer algo diferente» con este segundo álbum en vivo: Awesome As Fuck basa en dieciséis diferentes conciertos alrededor del mundo y el video se toma de un espectáculo único. 
También señaló que el listado de canciones incluye «Cigarettes and Valentines» y las pistas más viejas como «Burnout», «Going to Pasalacqua», «J.A.R.», y «Who Wrote Holden Caulfield?», diciendo: «Es este quinteto de canciones que realmente diferencia a Awesome As Fuck y le da una patada como un conjunto en vivo». criticó el hecho de que escuchar las canciones tocadas en vivo no era tan diferente de escuchar las grabaciones de estudio, llamado y señalando que «Green Day es una experiencia maravillosa en persona».

## Lista de canciones
CD

Todas las canciones escritas y compuestas por Billie Joe Armstrong, excepto las indicadas. 
| N.º   | Título                              | Ubicación                                 | Duración |  |
| 1.    | «21st Century Breakdown»            | Londres, Inglaterra, Reino Unido          | 5:51     |  |
| 2.    | «Know Your Enemy»                   | Manchester, Inglaterra, Reino Unido       | 4:50     |  |
| 3.    | «East Jesus Nowhere»                | Glasgow, Escocia, Reino Unido             | 5:08     |  |
| 4.    | «Holiday»                           | Dublín, Irlanda                           | 4:16     |  |
| 5.    | «¡Viva la Gloria!»                  | Dallas, Texas, Estados Unidos             | 4:11     |  |
| 6.    | «Cigarettes and Valentines»         | Phoenix, Arizona, Estados Unidos          | 2:43     |  |
| 7.    | «Burnout»                           | Irvine, California, Estados Unidos        | 2:16     |  |
| 8.    | «Going to Pasalacqua»               | Chula Vista, California, Estados Unidos   | 4:01     |  |
| 9.    | «J.A.R. (Jason Andrew Relva)»       | Detroit, Michigan, Estados Unidos         | 2:44     |  |
| 10.   | «Who Wrote Holden Caulfield?»       | Nueva York, Nueva York, Estados Unidos    | 3:22     |  |
| 11.   | «Geek Stink Breath»                 | Saitama, Saitama, Japón                   | 2:07     |  |
| 12.   | «When I Come Around»                | Berlín, Alemania                          | 3:11     |  |
| 13.   | «She»                               | Brisbane, Queensland, Australia           | 2:39     |  |
| 14.   | «21 Guns»                           | Mountain View, California, Estados Unidos | 5:56     |  |
| 15.   | «American Idiot»                    | Montreal, Quebec, Canadá                  | 4:23     |  |
| 16.   | «Wake Me Up When September Ends»    | Nickelsdorf, Austria                      | 3:11     |  |
| 17.   | «Good Riddance (Time of Your Life)» | Nickelsdorf, Austria                      | 2:57     |  |
| 63:46 |                                     |                                           |          |  |

| Edición de lujo |                 |                                         |          |  |
| N.º             | Título          | Ubicación                               | Duración |  |
| 18.             | «Letterbomb»    | Chula Vista, California, Estados Unidos | 4:34     |  |
| 19.             | «Christie Road» | Hartford, Connecticut, Estados Unidos   | 4:01     |  |
| 72:21           |                 |                                         |          |  |

| Edición de lujo de iTunes |                                         |                                         |          |  |
| N.º                       | Título                                  | Ubicación                               | Duración |  |
| 18.                       | «Letterbomb»                            | Chula Vista, California, Estados Unidos | 4:34     |  |
| 19.                       | «Christie Road»                         | Hartford, Connecticut, Estados Unidos   | 4:01     |  |
| 20.                       | «Paper Lanterns/2,000 Light Years Away» | Alpharetta, Georgia, Estados Unidos     | 6:00     |  |
| 78:21                     |                                         |                                         |          |  |

DVD
| N.º | Título                                                                                       | Duración |  |
| 1.  | «21st Century Breakdown»                                                                     |          |  |
| 2.  | «Know Your Enemy»                                                                            |          |  |
| 3.  | «East Jesus Nowhere»                                                                         |          |  |
| 4.  | «Holiday»                                                                                    |          |  |
| 5.  | «The Static Age»                                                                             |          |  |
| 6.  | «¡Viva La Gloria!»                                                                           |          |  |
| 7.  | «Boulevard of Broken Dreams»                                                                 |          |  |
| 8.  | «Burnout»                                                                                    |          |  |
| 9.  | «Geek Stink Breath»                                                                          |          |  |
| 10. | «Welcome to Paradise»                                                                        |          |  |
| 11. | «When I Come Around»                                                                         |          |  |
| 12. | «My Generation» (música y letras por Pete Townshend, originalmente interpretada por The Who) |          |  |
| 13. | «She»                                                                                        |          |  |
| 14. | «21 Guns»                                                                                    |          |  |
| 15. | «American Eulogy»                                                                            |          |  |
| 16. | «Jesus of Suburbia»                                                                          |          |  |
| 17. | «Good Riddance (Time of Your Life)»                                                          |          |  |

| En vivo en Phoenix, Arizona |                             |          |  |
| N.º                         | Título                      | Duración |  |
| 18.                         | «Cigarettes and Valentines» |          |  |

## Posicionamiento en listas
| País              | Listas (2011)            | Mejor posición |
| ----------------- | ------------------------ | -------------- |
| Alemania          | German Albums Chart      | 5              |
| Australia         | Australia Albums Chart   | 69             |
| Austria           | Austrian Albums Chart    | 8              |
| Bélgica (Flandes) | Belgian Albums Chart     | 19             |
| Bélgica (Valonia) | Belgian Albums Chart     | 20             |
| Canadá            | Canadian Albums Chart    | 12             |
| Dinamarca         | Danish Albums Chart      | 9              |
| Escocia           | Scottish Albums Chart    | 9              |
| España            | Spanish Albums Chart     | 5              |
| Estados Unidos    | Alternative Albums       | 14             |
| Estados Unidos    | Billboard 200            | 4              |
| Estados Unidos    | Digital Albums           | 15             |
| Estados Unidos    | Rock Albums              | 4              |
| Estados Unidos    | Tastemaker Albums Chart  | 8              |
| Finlandia         | Finnish Albums Chart     | 20             |
| Francia           | French Albums Chart      | 19             |
| Grecia            | Greek Albums Chart       | 9              |
| Hungría           | Hungarian Albums Chart   | 12             |
| Irlanda           | Irish Albums Chart       | 9              |
| Italia            | Italian Albums Chart     | 4              |
| Japón             | Japanese Albums Chart    | 11             |
| México            | Mexican Albums Chart     | 12             |
| Noruega           | Norwegian Albums Chart   | 4              |
| Países Bajos      | Netherlands Albums Chart | 9              |
| Polonia           | Polish Albums Chart      | 26             |
| Portugal          | Portuguese Albums Chart  | 8              |
| Reino Unido       | UK Albums Chart          | 14             |
| Reino Unido       | UK Rock & Metal Albums   | 1              |
| Suecia            | Swedish Albums Chart     | 9              |
| Suiza             | Swiss Albums Chart       | 11             |

## Personal
| - Billie Joe Armstrong – voz principal y guitarra - Mike Dirnt – bajo y coros - Tré Cool – batería - Jason White – guitarra - Jason Freese – teclado y trompa - Jeff Matika – guitarra Álbum - Chris Dugan – ingeniero de mezcla - Ted Jensen – masterización - Kevin Lemoine – ingeniero de sonido - Brad Kobylckzak – ingeniero de grabación - Mike Manning – asistente de ingeniero - Kumar Butler – asistente de ingeniero - Sergio Almonte – asistente de ingeniero - Nick Tresko – asistente de ingeniero - Ben Hirschfield – asistente de ingeniero | Vídeo - Chris Dugan – director - Bill Berg-Hillinger – director, editor, entintado - Ryan Cooke – editor adicional - Michael Mastrangelo – editor adicional - Carl Jordan – editor adicional - Tammy Berg – editor adicional - Bill Butterfield – editor adicional - Chris Johnston – post-mezcla de audio - David May – posproducción - Justin Lomax – editor de «Cigarettes and Valentines» - Shane Ruggieri – entintado de «Cigarettes and Valentines» Ilustración - Chris Bilheimer – dirección de arte - Chris Dugan – fotografía |

Fuente: Allmusic.